# Колесніченко Ігор Андрійович
І́гор Андрі́йович Колесніче́нко — сержант Збройних Сил України, учасник російсько-української війни, що загинув під час російського вторгнення в Україну, Герой України з удостоєнням ордена «Золота Зірка» (2023, посмертно).

## Життєпис
Командував відділенням механізованого взводу механізованої роти батальйону. У травні 2022 року поблизу Новолуганського Бахмутського району на Донеччині на спостережному посту сержант Ігор Колесніченко забезпечував знищення ворога, а потім вивів особовий склад з оточення на вигідніші позиції. Загинув 29 травня 2022 року, закривши своїм тілом побратима під час ворожого артобстрілу. Похований 6 червня 2022 року на кладовищі в селищі Делятині Івано-Франківської області
Рідні загиблого військовослужбовця отримали високу державну нагороду 1 жовтня 2023 року з рук Президента України Володимира Зеленського у День захисників і захисниць України на території Національного історико-архітектурного музею «Київська фортеця» в присутності військово-політичного керівництва держави та іноземних дипломатів.

## Нагорода
- звання «Герой України» з удостоєнням ордена «Золота Зірка» (8 липня 2023, посмертно) — за особисту мужність і героїзм, виявлені у захисті державного суверенітету та територіальної цілісності України, самовіддане служіння Українському народові[5].